# Kathleen Dawson
Kathleen Mary Dawson (Kirkcaldy, 3 de outubro de 1997) é uma nadadora britânica, campeã olímpica.

## Carreira
Dawson conquistou a medalha de ouro nos Jogos Olímpicos de Verão de 2020 em Tóquio na prova de revezamento 4×100 m medley misto, ao lado de Adam Peaty, James Guy, Anna Hopkin e Freya Anderson, com a marca de 3:37.58.